# NGC 1396
NGC 1396 是南天天炉座的一個星系，它也是一個椭圆星系以及矮星系。它在哈伯序列中屬於E/SB0。据估计，它距银河系3100万光年，直径约 5000 光年。它也是天爐座星系團中的一部分。它與NGC 1382、NGC 1387、NGC 1399、NGC 1404位于天球中的同一区域。
该天体于1865年1月19日约翰·弗里德里希·朱利叶斯·施密特发现。